# KK Triglav Kranj
O Košarkarski Klub Triglav Kranj (em português:  Basquetebol Clube Triglav Kranj), conhecido também apenas como ECE Triglav Kranj, é um clube de basquetebol baseado em Triglav, Eslovênia que atualmente disputa a 2.SKL. Manda seus jogos no SD Planina com capacidade para 800 espectadores.

## Histórico de Temporadas
| Temporada | Nível | Liga  | Pos. | J     | PL | Resultado         | Competições europeias  |
| --------- | ----- | ----- | ---- | ----- | -- | ----------------- | ---------------------- |
| 2000-01   | 1     | 1A    | 8    | 14-18 |    |                   | 3 FIBA Copa Korac 1ª F |
| 2001-02   | 1     | 1A    | 9    | 15-13 |    |                   |                        |
| 2002-03   | 1     | 1A    | 10   | 13-17 |    |                   |                        |
| 2003-04   | 1     | 1A    | 5    | 12-14 |    |                   |                        |
| 2004-05   | 1     | 1A    | 13   | 7-21  |    | Rebaixado         |                        |
| 2005-06   | 2     | 1B    | 1    | 23-3  |    | Promovido campeão |                        |
| 2006-07   | 1     | 1A    | 13   | 7-23  |    | Rebaixado         |                        |
| 2007-08   | 2     | 1B    | 12   | 7-19  |    |                   |                        |
| 2008-09   | 2     | 1B    | 6    | 15-11 |    |                   |                        |
| 2009-10   | 2     | 1B    | 9    | 11-15 |    |                   |                        |
| 2010-11   | 2     | 1B    | 14   | 5-21  |    |                   |                        |
| 2011-12   | 2     | D2    | 5    | 17-9  |    |                   |                        |
| 2012-13   | 2     | 2.SKL | 5    | 13-9  |    |                   |                        |
| 2013-14   | 2     | 2.SKL | 9    | 11-15 |    |                   |                        |
| 2014-15   | 2     | 2.SKL | 5    | 13-9  |    |                   |                        |
| 2015-16   | 2     | 2.SKL | 3    | 14-8  |    |                   |                        |
| 2016-17   | 2     | 2.SKL | 3    | 14-8  |    |                   |                        |
| 2017-18   | 2     | 2.SKL |      |       |    |                   |                        |

fonte:eurobasket.com

## Títulos

### Competições domésticas
- Segunda divisão

Campeões (1): 2005-06